# Obszar ochrony ścisłej im. prof. Adama Wodziczki

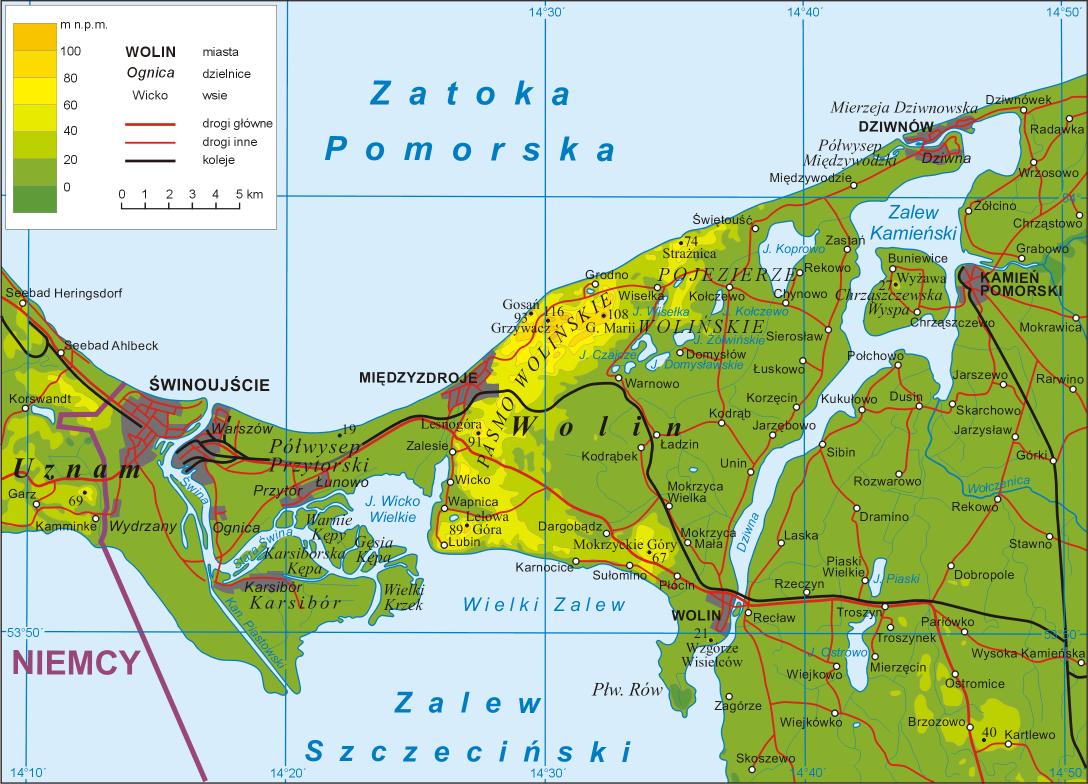
Mapa wyspy Wolin z zaznaczonym Lubinem i Karnocicami

Obszar ochrony ścisłej im. prof. Adama Wodziczki – obszar ochrony ścisłej w Wolińskim Parku Narodowym, o powierzchni 107,16 ha, położony w województwie zachodniopomorskim, w powiecie kamieńskim, w gminie Międzyzdroje. Obszar położony na wyspie Wolin, na krawędzi klifu, nad Zalewem Szczecińskim, 1,5 km na zachód od Karnocic, 2 km na wschód od Lubina.
Celem ochrony jest zachowanie lasu na krawędzi klifu nad Zalewem Szczecińskim oraz ochrona stanowisk roślinności kserotermicznej. Ochronie podlega też przyległy pas szuwarów i oczeretowych wysp.
We wschodniej części obszaru pomnik przyrody Dąb Wolinian (obwód 510 cm) i głaz Wodziczki (obwód 400 cm, wysokość 150 cm) z wyrytym napisem: Rezerwat ścisły im. prof. Adama Wodziczki (1887–1948), zasłużonego przyrodnika, odkrywcy piękna Wolina.
W pobliżu znakowany niebieski turystyczny Szlak Nad Bałtykiem i Zalewem Szczecińskim (Międzyzdroje→ Wolin).
Obszarowi patronuje prof. Adam Wodziczko – polski biolog, botanik, inicjator powstania Wolińskiego Parku Narodowego.